# St. Joseph (Basel)

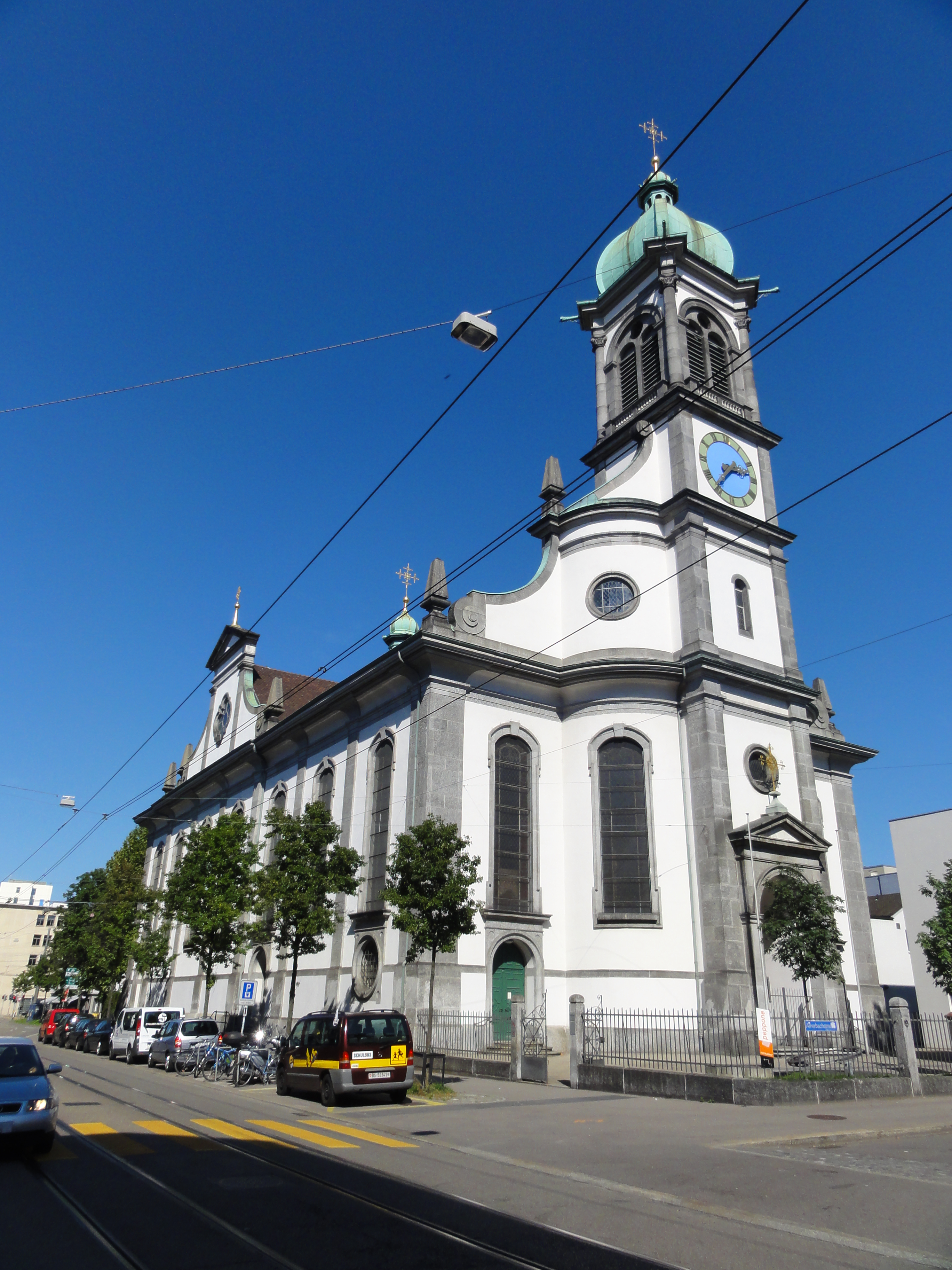
Josephskirche (Außenansicht)

Die Kirche St. Joseph ist eine römisch-katholische Kirche in der Schweizer Stadt Basel. Sie befindet sich im Matthäus-Quartier in unmittelbarer Nähe zur evangelisch-reformierte Matthäuskirche und ist dem alttestamentlichen Joseph geweiht.
Das Gotteshaus wurde im historistischen Stil des Neobarocks gestaltet; Barock ist für die traditionell reformierte Stadt Basel einzigartig. Erbaut wurde die Josephskirche zwischen 1900 und 1902 vom St. Galler Architekten August Hardegger als Pfarrkirche für die rasch gewachsene katholischen Bevölkerung in den Kleinbasler Arbeiterquartieren. Sie ist mit ihren ursprünglich 1400 Sitzplätzen die grösste katholischen Kirche Basels. Hardegger hatte auch eine Variante mit Kuppel geplant, es gelangte jedoch die Version mit einer weiten dreischiffigen Halle zur Ausführung.
Die Glasmalereien stammen von Friedrich Berbig. Der Choraltar vom Kunstmaler August Wanner wurde 1926 erschaffen und zeigt zwei Wandbilder von Joseph in Ägypten. Die Altarbilder sind von Rudolf Blätter und Fritz Kunz (1868–1947). Die Orgel wurde 1904 vom Orgelbauer Theodor Kuhn in Männedorf gefertigt.
1988 wurde das Innere der Kirche renoviert; die Sanierung der Fassade erfolgte 1997. 1996 wurde das Gebäude nach Abstimmung mit dem Eigentümer und aufgrund eines städtischen Gesetzes vom Dezember 1994 in die Denkmalliste der Stadt aufgenommen.